# 16SリボソームRNA

Thermus thermophilusの30Sサブユニットの分子構造。タンパク質は青で、単一のRNA鎖はオレンジで示されている。

16S リボソームRNA(16S rRNA)とは、シャイン・ダルガノ配列(Shine-Dalgarno sequence)に結合する原核生物リボソームの30S小サブユニットのコンポーネントである。このRNAをコードする遺伝子は16S rRNA遺伝子と呼ばれる。
16S rRNA遺伝子は、リボソームという生物の本質に関わる機能を持つRNAであるため、配列の保存性が高く、細菌や古細菌といった原核生物の間で高度に保存されている。そして、機能変化に伴う遺伝子の変異がこれからも起きる可能性が極めて低い。すなわち、遺伝子配列の進化速度が遅いことから、信頼できる分子時計として利用できる。また、遺伝子の長さが適当に長く（16S rRNAの場合、1600塩基対程度）、系統解析を行う上で十分な情報量を持つ。さらに、比較的変異しやすい部位も存在し、近縁な種でも比較が可能である。これらの特徴から、特に微生物系統学の分野において、この遺伝子配列は系統進化解析によく利用されている。カール・ウーズとジョージ・E・フォックスが1977年に、系統学に16S rRNAを導入した。真核生物の場合に対応するものは18S rRNAなので、まとめてリボソーム小サブユニットRNA (Small Sub Unit rRNA、SSU rRNA) 系統解析と呼ばれることもある。

## 分子生物学的機能
16S rRNAは23S rRNAと相互作用する。このRNA複合体は構造上、リボソームタンパク質の位置を決める足場として機能する役割を持ち、2つのリボソームサブユニット（50Sおよび30S）の結合を支援する。3 '末端には、mRNAのAUG開始コドンの上流に結合するShine-Dalgarno配列の相補鎖が含まれている。16S RNAの3 '末端は、タンパク質合成の開始に関与するS1およびS21タンパク質に結合する。
1492残基および1493残基でアデニン(A)が並んでいる箇所をAサイトと呼ぶ、このAサイトのアデニンが持つN1原子とmRNA骨格の2つのOH基の間に水素結合を形成し、正確なコドン-アンチコドンのペアリングを安定化している。

16S rRNAの二次構造。文字はすべての原核生物の保存的ヌクレオチドを示し、アスタリスクは細菌・古細菌において保存的なヌクレオチドを示す。他のすべてのヌクレオチドはドットで示される。ドメインIは5 '末端ドメイン、ドメインIIは中央ドメイン、ドメインIIIは大きな3'末端ドメイン、ドメインIVは小さな3 '末端ドメインに対応する。

## 超可変領域
細菌の16S rRNA遺伝子には、リボソーム小サブユニットの二次構造に関与する、9つの超可変領域（V1-V9）が含まれており、これらの長さは約30-100塩基対である。保存の程度は超可変領域間で大きく異なり、より保存された領域は門や綱といったより高レベルの分類法に利用でき、一方で保存度の低い領域は属や種といったより低レベルの分類に利用される。16S rRNA配列全体をシーケンスすることで全超可変領域の比較が可能になるが、16S rRNAは約1,500塩基の長さを持つため、多様な細菌群集を満遍なくシーケンスするには費用がかかってしまう。そのため、細菌叢解析のような研究では通常、Illumina社製のゲノムシーケンス技術を利用しており、454パイロシーケンスやサンガーシーケンスよりもそれぞれ約50倍、12,000倍ほど安価にシーケンスすることができる。しかしながら、Illumina社製シーケンサーでは75〜250塩基（Illumina MiSeqでは最大300塩基）のリード長しか得られないため、細菌叢サンプルから16S rRNA遺伝子配列を完璧に組み立てることはできない。一方で、超可変領域はその短さのため、Illuminaシーケンサを1回実行するだけで配列解析を行えるため、この超可変領域は菌叢解析における理想的なターゲットになっている。
16S rRNA超可変領域は、細菌系統間で大きく配列が異なる場合があるが、全体としては16S rRNA遺伝子は真核生物(18SリボソームRNA)よりも良く均一性を維持しているため、アライメントが比較的容易である。さらに、16S rRNA遺伝子には超可変領域間の高度に保存された配列が含まれているため、異なる分類群にわたって同じ超可変領域を確実にPCR増幅できるユニバーサルプライマーの設計が可能である。すべての細菌系統をドメインから種に渡って正確に分類できる超可変領域は存在しないが、特定の分類レベルをほぼ確実に予測できるものもは知られている。多くの菌叢解析研究では、完全な16S rRNA遺伝子と同程度の正確性で門レベルの系統解析を行うことができるV4超可変領域を選択することが多い。保存度の低い領域は、高次の系統分類には不向きであるが、例えば特定の病原体を検出するような用途でよく利用される。2007年にChakravortyらが発表した研究では、どの超可変領域が疾患特異的かつ広範なアッセイに利用できるかを調べ、さまざまな病原体のV1-V8領域を報告している。また他の研究では、病原体の属の特定にはV3領域を利用することが最適であり、炭疽菌を含むテストされたすべてのCDC監視病原体においてはV6領域が種の区別に最も高い正確性を示した、と報告されている。
16S rRNA超可変領域をベースとした配列解析は、細菌系統の分類学的研究にとって有用であるが、ごく近縁の種同士を区別することは困難な場合がある。例えば腸内細菌科、クロストリジウム科、およびペプトストレプトコッカス科では、種間で16S rRNA遺伝子全体の最大99%の配列類似性をもつことが知られている。この場合、種間差異はV4配列中のほんの数塩基にしか出現しないため、特に低レベルの分類において、参照データベースに基づく手法では確実に分類することが困難である。また、利用する超可変領域の数を絞るほど、近縁な分類群の違いを観察できなくなり、サンプル全体の多様性の過小評価に繋がりうる。さらに、細菌のゲノムは、多様なV1、V2、V6領域の配列を持つ複数の16S rRNA遺伝子をマルチコピーで保持する場合がある。これらの理由から、16S rRNAの超可変領域に基づく解析は、細菌種を分類する完璧な方法とまでは言えない。しかしながらこのような欠点がありつつも、現実的には細菌群集研究に利用できる最も有用なツールの1つとして今日利用されている。

## PCRと配列シーケンシング

### PCR増幅
16S rRNA配列を解析する際は、ユニバーサルプライマーを用いてPCRによる増幅を行い、得られた増幅産物をシーケンスする方法が一般的である。シークエンシング反応を行わなくても群集構造の解析が可能なDGGE (Denaturing Gradient Gel Electrophoresis) 法や、顕微鏡で直接観察できるFISH法などの広い応用範囲も知られている。かつては制限酵素を用いたRFLPなどが使用されていた。
最も一般的なプライマーペアは、Weisburgらによって考案された、27F-1492Rと呼ばれているセットである。一部のアプリケーションでは、より短いアンプリコンが必要になる場合があり、たとえばチタンケミストリーを使用した454シーケンスでは、V1からV3をカバーするプライマーペア27F-534Rがよく選択される。また、27Fではなく8Fが使用される場合も多い。この2つのプライマーはほぼ同じであるが、27FはCではなくM（AとCの縮退塩基表記）を持っている。
| プライマー名 | シーケンス（5′–3 ′）           | Ref.          |
| ------------ | ------------------------------ | ------------- |
| 8F           | AGA GTT TGA TCC TGG CTC AG     | [ 22 ] [ 23 ] |
| 27F          | AGA GTT TGA TC M TGG CTC AG    |               |
| U1492R       | GGT TAC CTT GTT ACG ACT T      | [ 22 ] [ 23 ] |
| 928F         | TAA AAC TYA AAK GAA TTG ACG GG | [ 24 ]        |
| 336R         | ACT GCT GCS YCC CGT AGG AGT CT | [ 24 ]        |
| 1100F        | YAA CGA GCG CAA CCC            |               |
| 1100R        | GGG TTG CGC TCG TTG            |               |
| 337F         | GAC TCC TAC GGG AGG CWG CAG    |               |
| 907R         | CCG TCA ATT CCT TTR AGT TT     |               |
| 785F         | GGA TTA GAT ACC CTG GTA        |               |
| 805R         | GAC TAC CAG GGT ATC TAA TC     |               |
| 533F         | GTG CCA GCM GCC GCG GTA A      |               |
| 518R         | GTA TTA CCG CGG CTG CTG G      |               |
| 1492R        | CGG TTA CCT TGT TAC GAC TT     | [ 25 ]        |

### NGSへの応用
16S rRNA遺伝子配列には、高度に保存されたプライマー結合部位に加えて、複数の超可変領域が含まれており、この領域の塩基配列を利用することで、細菌の系統的な同定を行うことができる。現在、16S rRNA遺伝子配列シーケンシングは、表現型をベースとした細菌同定法に代わる迅速で安価な代替手法として、医学の分野で広く普及している。また、細菌の識別のみならず、完全に新種な系統の発見や系統関係の再分類にも利用されている。未培養系統の新種記載においても利用される。次世代シーケンシング技術を活用することで、数千の16S rRNA配列を数時間程度で解析することが可能になっており、たとえば腸内細菌叢のメタゲノム研究などに利用されている。

## 解析における注意点
細菌が持つ16S rRNA遺伝子配列は一つとは限らず、複数の16S rRNA遺伝子がゲノム中にマルチコピーで含まれることが多い。また例外として、一部の好熱性古細菌 (例えばThermoprotealesなど)には、16S rRNA遺伝子中にイントロンが含まれており、ユニバーサルプライマーのアニーリングに影響を与える可能性がある。また、サンプル中の真核生物に由来するミトコンドリアや葉緑体が持つ16S rRNAもPCRで増幅されることがある。また、ユニバーサルプライマーを用いた群集構造解析は、環境中に存在している16S rRNAをすべて増幅してしまうために、生存個体のみならず死亡して溶菌したようなRNAの残骸をも増幅しうる。

### 16S rRNA遺伝子の交雑
進化が垂直伝達によって駆動されるという仮定の下では、16S rRNA遺伝子は種特異的であるみなすことができ、原核生物間の系統関係を推測する確実な遺伝的マーカーであると長年考えられてきた。しかしながら、研究が進むに連れ、これらの遺伝子においても遺伝子の水平伝播が発生していることが分かってきた。このような遺伝子の転移性は、特別な大腸菌の遺伝子システムを用いた実験的によって確認されている。すなわち、大腸菌が本来持つ16S rRNA遺伝子を欠失させ、大腸菌とは綱あるいは門レベルで系統が異なる生物種由来の外来16S rRNA遺伝子を導入したところ、変異株として増殖することが示された。このような門レベルで異なる16S rRNA遺伝子の機能的互換性は、サーマスサーモフィルスでも確認されている。さらに、T. thermophilusでは、遺伝子全長の置換と部分的な置換の両方が観察された。部分的な置換は、宿主（T. thermophilus）と外来細菌の16S rRNA遺伝子間でさまざまなキメラが生成されることによる。このように、16S rRNA遺伝子は、垂直遺伝と水平遺伝子伝播を含む複数のメカニズムを通じて進化している可能性があり、特に後者については今まで考えられてきたよりもはるかに高い頻度で発生している可能性がある。

## 16S rRNA配列データベース
16S rRNA遺伝子はほぼ全ての微生物に存在し、適当に配列変化が起きるため、微生物の系統分類と同定に利用されてきた。ほとんどの細菌および古細菌のタイプ株が持つ16S rRNA遺伝子の配列情報は、NCBIなどの公共データベースから入手できる。ただし、これらのデータベースに格納された配列は、品質が検証されていないことがよくある。そのため、16S rRNA配列のみを収集する2次データベースが広く使用されている。使用されるケースが多い有名なデータベースは以下のとおりである。

### EzBioCloud
EzBioCloudデータベースは、以前はEzTaxonと呼ばれていた。2018年9月の時点で15,290の有効な公開名を含む62,988の細菌と古細菌の系統を含んでおり、完全な階層分類システムで構成されている。最尤推定やOrthoANIなどに基づいた系統関係に基づいて、すべての種/亜種が少なくとも1つの16S rRNA遺伝子配列によって表されている。EzBioCloudデータベースは体系的に管理されており、定期的に更新されている。新しい候補種が登録されることもある。さらにWebサイト上では、ANIの計算やContEst16S、QIIMEおよびMothurパイプライン用の16S rRNA DBといったバイオインフォマティクスツールを提供している。

### Ribosomal Database Project
Ribosomal Database Project（RDP）は、関連するツール群やサービスと共にリボソームデータを提供するキュレーションデータベースである。系統的に纏められたリボソームRNA（rRNA）配列のアライメントや系統樹、rRNA二次構造図、およびアライメントの分析や表示をするさまざまなソフトウェアパッケージを提供している。

### SILVA
SILVAは、小サブユニット（16S/18S、SSU）と大サブユニット（23S/28S、LSU）のリボソームRNA配列を包括的に纏めたデータベースである。キュレーションを経たデータセットを定期的に更新している。

### GreenGenes
Greengenesは、品質管理された包括的な16Sリファレンスデータベースである。de novo系統に基づいて分類されており、標準的な操作上の分類単位を提供する。現在は積極的に維持されておらず、最後の更新は2013年である。

## 歴史
従来原核生物の分類は細胞の形態、分離の条件、染色法などで行っていたが、こうした表現型の形質では系統樹上の上下関係を説明するには至らなかった。しかし1970年代、シトクロム、フェレドキシン、5S rRNAなどの塩基配列を基にした系統分類が分子生物学の発展とともに徐々に活発化してきた。
遺伝子の一次構造に基づく系統分類は原核生物に対して特に有効であった。カール・ウーズらはリボソーム小サブユニットを構成するRNA、つまり16S rRNAの塩基配列を用いて原核生物の系統分類を行い、原核生物が真正細菌と古細菌という2つのドメインからなることを示した（1977年当時はオリゴヌクレオチドカタログ法を用いた）。
現在、16S rRNAを用いた系統解析は、系統樹の作成のみならず、任意の環境中における細菌・古細菌の群集構造の観測に役立っている。この方法を用いると、分離・培養が困難な難培養性の菌種を含めて網羅的に群集構造を明らかにできる他、新規の菌の存在を配列解析から明らかにする事ができる（1996年のBarnsによる；メタゲノミクス参照）。